# Каитаа (станция метро)
Каитаа (фин. Kaitaa) или по-шведски Каитанс (швед. Kaitans) — одна из пяти станций Хельсинкского метрополитена, открытая 3 декабря 2022 года. Располагается в одноимённом районе между станциями Финноо до которой 1,3 км и Соукка до которой 1,6 км.